# 龐特里亞金對偶性

2进整数相互关系图示，它們是普魯法群的元素。

數學中，特別是在調和分析與拓撲群的理論中，龐特里雅金對偶定理是局部紧阿贝尔群之间的对偶，解釋了傅立葉變換的一般性質。它統合了實數線上或有限阿貝爾群上的一些結果，如：
- 實數線上夠「好」的複數值周期函數能表成傅立葉級數，反之也能從傅立葉級數推出原函數。
- 實數線上夠「好」的複數值函數有傅立葉變換；一如周期函數，在此也能從其傅立葉變換反推出原函數。
- 有限阿貝爾群上的複數值函數有離散傅立葉變換，這是在對偶群上的函數。此外，也從離散傅立葉變換反推原函數。

局部紧阿贝尔群如圆群（模1复数的乘法群）、有限阿贝尔群（具有离散拓扑）、整数的加法群（具有离散拓扑）、实数，以及在实数或P进数域上的有限维向量空间。庞特里亚金对偶将傅立叶变换推广到所有此类群。局部紧阿贝尔群的庞特里亚金对偶是局部紧阿贝尔拓扑群，由群到圆群的连续群同态形成，具有点乘与紧集上一致收敛的拓扑。庞特里亚金对偶定理指出任何局部紧阿贝尔群与其二阶对偶群自然同构，傅里叶变换是定理的特例。
此理論由龐特里亞金（Lev Pontryagin）首開，並結合了約翰·馮·諾伊曼與安德烈·韦伊的哈爾測度理論，它依賴於局部緊阿貝爾群的對偶群理論。

## 概述
庞特里亚金对偶性将有关实数线或有限阿贝尔群上函数的一系列观察置于统一的背景中：
- 实数线上，适当正则的复数值周期函数具有傅里叶级数，反之也能从傅里叶级数中推出原函数；
- 实数线上，适当正则的复数值函数具有傅里叶变换，结果也是实数线上的函数，且反之也能从傅里叶展开中推出原函数；
- 有限阿贝尔群上的复数值函数具有离散傅里叶变换，是对偶群上的函数，对偶群是（非规范）同构群。此外，有限阿贝尔群上的任何函数都能从离散傅里叶变换的结果中推出原函数。

这类似于向量空间的对偶向量空间：有限维向量空间V及其对偶向量空间{\displaystyle V^{*}}不是自然同构的，但其中一个的自同态代数（矩阵代数）同构于另一个的自同态代数的反环：{\displaystyle {\text{End}}(V)\cong {{\text{End}}(V^{*})}^{\text{op}},}由转置。相似地，群G及其对偶群{\displaystyle {\widehat {G}}}一般不同构，但其自同态环是彼此的反环：{\displaystyle {\text{End}}(G)\cong {\text{End}}({\widehat {G}})^{\text{op}}}。更广义地看，这不仅仅是自同态代数的同构，而且是范畴的反变等价。

## 定义
若拓扑群的底拓扑空间是局部紧豪斯多夫空间，则称其为局部紧群；若拓扑群的底群是阿贝尔群，则称拓扑群也是阿贝尔的。一個拓撲群{\displaystyle G}被稱作局部緊的，若且唯若其單位元素e有個緊鄰域。明白地說，這代表存在一個包含e的開集{\displaystyle V}，使得它在{\displaystyle G}裡的閉包{\displaystyle {\bar {V}}}是緊的。
局部紧阿贝尔群的例子如：
- {\displaystyle \mathbb {R} ^{n}}，配上向量加法。
- 正實數配上乘法。此群透過指數及對數映射同構於{\displaystyle \mathbb {R} }。
- 任意賦以離散拓撲的有限阿貝爾群。根據有限阿貝爾群的結構定理，任何這樣的群都是循環群的直積。
- 整數{\displaystyle \mathbb {Z} }配上加法，並賦予離散拓撲。
- 圓群{\displaystyle \mathbb {T} }。這是絕對值為一的複數在乘法下構成的群。我們有同構{\displaystyle \mathbb {T} \cong \mathbb {R} /\mathbb {Z} }。
- p進數配上加法及其p進拓撲。

局部紧阿贝尔群G，G的特徵標是一個從{\displaystyle G}到圓群{\displaystyle \mathbb {T} }的連續群同態；特徵標在逐點乘法下構成一個群，一個特徵標的反元素是它的複共軛。可證明所有{\displaystyle G}上的特徵標在緊緻開拓撲（即：以緊集上的一致收斂定義收歛性）下構成一個局部緊緻阿貝爾群，稱作對偶群，記為{\displaystyle {\widehat {G}}}或{\displaystyle G^{\wedge }}。即
{\displaystyle {\widehat {G}}:=\operatorname {Hom} (G,T).}
庞特里亚金对偶{\displaystyle {\widehat {G}}}通常被赋予紧集上一致收敛给出的拓扑（即所有从G到T的连续函数空间上的紧开拓扑诱导的拓扑）。
例如，{\displaystyle {\widehat {\mathbb {Z} /n\mathbb {Z} }}=\mathbb {Z} /n\mathbb {Z} ,\ {\widehat {\mathbb {Z} }}=T,\ {\widehat {\mathbb {R} }}=\mathbb {R} ,\ {\widehat {T}}=\mathbb {Z} .}
若{\displaystyle G}可分，則{\displaystyle {\hat {G}}}可度量化，對一般的{\displaystyle G}則不盡然。

## 庞特里亚金对偶定理
定理 — 局部紧阿贝尔群G及其二阶对偶{\displaystyle {\widehat {\widehat {G}}}}之间，存在规范同构{\displaystyle G\cong {\widehat {\widehat {G}}}}。
在此，「自然」或「典範」同構意謂一個「自然地」定義的映射{\displaystyle G\rightarrow G^{\wedge \wedge }}，要點是它在範疇中滿足函子性（詳見條目範疇論）。舉例明之：任何有限阿貝爾群都同構於其對偶群，但並不存在典範同構。{\displaystyle x\in G}上的自然同構定義如下：
{\displaystyle x\mapsto \{\chi \mapsto \chi (x)\}{\mbox{ i.e. }}x(\chi ):=\chi (x),}
即{\displaystyle \operatorname {ev} _{G}(x):(\chi \mapsto \chi (x)).}
換言之，我們藉著將一個元素{\displaystyle x\in G}在每個{\displaystyle G}的特徵上求值，得到一個{\displaystyle {\hat {G}}}上的特徵。也就是说，群元素x与对偶上的求值特征（evaluation character）相等。這可用線性代數中的對偶空間來類比，就像一個佈於{\displaystyle K}的向量空間{\displaystyle V}有對偶空間{\displaystyle \mathrm {Hom} (V,K)}，對偶群可看成{\displaystyle \mathrm {Hom} (G,\mathbb {T} )}。更抽象的說，這兩者都是可表函子，被{\displaystyle K}及{\displaystyle \mathbb {T} }所表示。若G是有限阿贝尔群，则{\displaystyle G\cong {\widehat {G}}}，但这种同构并不规范。精确表述一般要考虑群的对偶，还要考虑群之间的映射，以将对偶当做函子，证明恒等函子与对偶函子不自然等价。对偶定理还意味着，对任何群（不一定是有限群），对偶函子是正合函子。

## 庞特里亚金对偶性与傅里叶变换

### 哈爾測度
局部緊群{\displaystyle G}最值得注意的性質之一是它帶有一個唯一的自然測度，稱作哈爾測度，這使得我們可以一致地為{\displaystyle G}中「夠好」的子集測量大小；在此「夠好」的明確意義是博雷爾集，即由緊集生成的σ-代數中的一個元素。更明確地說，局部緊群{\displaystyle G}的一個右哈爾測度是定义在G的博雷尔集上的可数可加度量μ，对于G的元素x和G的博雷尔子集A而言，{\displaystyle \mu (Ax)=\mu (A)}是右不变的；此測度尚須滿足一些正則性（詳見主條目哈爾測度）。任兩個右不變哈爾測度至多差一個正的比例常數。準此要領，亦可定義左不變哈爾測度，當{\displaystyle G}是阿貝爾群時兩者符應。
此測度讓我們得以定義{\displaystyle G}上的（複數值）博雷爾函數的積分，特別是可以考慮相關的{\displaystyle L^{p}}空間：
{\displaystyle L_{\mu }^{p}(G)=\left\{(f:G\to \mathbb {C} )\ {\Big |}\ \int _{G}|f(x)|^{p}\ d\mu (x)<\infty \right\}.}
注意，由于G上任意两哈尔测度都仅相差一个缩放因子，所以这个{\displaystyle L_{\mu }^{p}}-空间与哈尔测度{\displaystyle \mu }的选择无关，可以写作{\displaystyle L^{p}(G)}。然而，空间上的{\displaystyle L^{p}}-范数取决于哈尔测度的选择，因此若要讨论等距，就必须跟踪所使用的哈尔测度。

### 例子
在整數對加法形成的無窮循環群{\displaystyle \mathbb {Z} } （配上離散拓撲）上，設χ為一特徵，則{\displaystyle \chi (n)=\chi (1)^{n}}，因此χ決定於χ(1)的值；反之，給定一個{\displaystyle \alpha \in \mathbb {T} }，必存在特徵{\displaystyle \chi }使得{\displaystyle \chi (1)=\alpha }，由此得到群同構{\displaystyle \mathbb {Z} ^{\wedge }{\stackrel {\sim }{\rightarrow }}\mathbb {T} }。此外也容易驗證{\displaystyle \mathbb {Z} ^{\wedge }}上的緊-開拓撲對應到{\displaystyle \mathbb {T} }誘導自{\displaystyle \mathbb {C} }的拓撲。
因此，{\displaystyle \mathbb {Z} }的對偶群自然地同構於{\displaystyle \mathbb {T} }。
反之，{\displaystyle \mathbb {T} }上的特徵皆形如{\displaystyle z\mapsto z^{n}}，其中n是整數。由於{\displaystyle \mathbb {T} }是緊的，其對偶群上的拓撲由一致收斂性給出，對應的不外是{\displaystyle \mathbb {Z} }上的離散拓撲。因此{\displaystyle \mathbb {T} }的對偶群自然地同構於{\displaystyle \mathbb {Z} }。
實數對加法構成的群{\displaystyle \mathbb {R} }同構於自身的對偶群；{\displaystyle \mathbb {R} }上的特徵皆形如{\displaystyle r\mapsto e^{ir}}，其中r是實數。藉著這些對偶性，下節描述的傅立葉變換將符應於{\displaystyle \mathbb {R} }上的古典版本。

### L1-函数的傅里叶变换和傅里叶反变换
局部紧阿贝尔群的对偶群被用作傅里叶变换的底空间（即变换的值域）。设{\displaystyle f\in L^{1}(G)}，则傅里叶变换就是{\displaystyle {\widehat {G}}}上的函数{\displaystyle {\widehat {f}}}，定义为
{\displaystyle {\widehat {f}}(\chi )=\int _{G}f(x){\overline {\chi (x)}}\ d\mu (x),}
其中积分是对于G上的哈尔测度{\displaystyle \mu }，这也记作{\displaystyle ({\mathcal {F}}f)(\chi )}。注意傅里叶变换取决于哈尔测度的选择。不难证明，{\displaystyle {\widehat {f}}}是{\displaystyle {\widehat {G}}}上的有界连续函数，在无穷远处趋近于零。
{\displaystyle L^{1}}-函数的傅里叶反变换公式 — 对于G上的每个哈尔测度{\displaystyle \mu }，{\displaystyle {\widehat {G}}}上都有唯一的哈尔测度{\displaystyle \nu }，使得当{\displaystyle f\in L^{1}(G),\ {\widehat {f}}\in L^{1}\left({\widehat {G}}\right)}时，有{\displaystyle f(x)=\int _{\widehat {G}}{\widehat {f}}(\chi )\chi (x)\ d\nu (\chi )\qquad \mu {\text{-几乎处处}}}
若f是连续的，则此特性对所有x都成立。
{\displaystyle {\widehat {G}}}上可积函数的傅里叶反变换由下式给出
{\displaystyle {\check {g}}(x)=\int _{\widehat {G}}g(\chi )\chi (x)\ d\nu (\chi ),}
其中积分是对于对偶群{\displaystyle {\widehat {G}}}上的哈尔测度{\displaystyle \nu }。傅里叶反变换公式中所见{\displaystyle {\widehat {G}}}上的测度{\displaystyle \nu }称作{\displaystyle \mu }的对偶测度，可记作{\displaystyle {\widehat {\mu }}}
各种傅里叶变换可按其域和变换域（群与对偶群）分类如下（注意{\displaystyle \mathbb {T} }是圆群）：
| 变换                      | 原域G                            | 变换域{\displaystyle {\hat {G}}} | 测度{\displaystyle \mu }              |
| ------------------------- | -------------------------------- | -------------------------------- | ------------------------------------- |
| 傅里叶变换                | {\displaystyle \mathbb {R} }     | {\displaystyle \mathbb {R} }     | 常数{\displaystyle \times }勒贝格测度 |
| 傅里叶级数                | {\displaystyle \mathbb {T} }     | {\displaystyle \mathbb {Z} }     | 常数{\displaystyle \times }勒贝格测度 |
| 离散时间傅里叶变换 (DTFT) | {\displaystyle \mathbb {Z} }     | {\displaystyle \mathbb {T} }     | 常数{\displaystyle \times }计数测度   |
| 离散傅里叶变换 (DFT)      | {\displaystyle \mathbb {Z} _{n}} | {\displaystyle \mathbb {Z} _{n}} | 常数{\displaystyle \times }计数测度   |

例如，设{\displaystyle G=\mathbb {R} ^{n}}，就可以通过配对{\displaystyle (\mathbf {v} ,\mathbf {w} )\mapsto e^{i\mathbf {v} \cdot \mathbf {w} }}将{\displaystyle {\widehat {G}}}想象成{\displaystyle \mathbb {R} ^{n}}。若{\displaystyle \mu }是欧氏空间上的勒贝格测度，就可得到{\displaystyle \mathbb {R} ^{n}}上的普通傅里叶变换，反变换所需的对偶测度则是{\displaystyle {\widehat {\mu }}=(2\pi )^{-n}\mu }。若要得到两侧测度相同的傅里叶反变换公式（即，既然可以将{\displaystyle \mathbb {R} ^{n}}视作自身的对偶空间，也可以设{\displaystyle {\widehat {\mu }}=\mu }），则需要用
{\displaystyle {\begin{aligned}\mu &=(2\pi )^{-{\frac {n}{2}}}\times {\text{Lebesgue measure}}\\{\widehat {\mu }}&=(2\pi )^{-{\frac {n}{2}}}\times {\text{Lebesgue measure}}\end{aligned}}}
然而，若把{\displaystyle \mathbb {R} ^{n}}与其对偶群相等的判断方法改为配对
{\displaystyle (\mathbf {v} ,\mathbf {w} )\mapsto e^{2\pi i\mathbf {v} \cdot \mathbf {w} },}
则{\displaystyle \mathbb {R} ^{n}}上的勒贝格测度等于其自身的对偶测度。计算欧氏空间上的傅里叶变换或傅里叶反变换时，这个约定可最大限度地减少各处出现的{\displaystyle 2\pi }数量（实际上，它将{\displaystyle 2\pi }仅限制在指数上，而非作为积分符号之外的预因子）。注意，如何确定{\displaystyle \mathbb {R} ^{n}}等于其对偶群会影响“自对偶函数”的含义，其是{\displaystyle \mathbb {R} ^{n}}上等同于自身的傅里叶变换的函数：使用经典配对{\displaystyle (\mathbf {v} ,\mathbf {w} )\mapsto e^{i\mathbf {v} \cdot \mathbf {w} }}，函数{\displaystyle e^{-{\frac {1}{2}}x^{2}}}是自对偶的。但配对可以保持预因子统一，{\displaystyle (\mathbf {v} ,\mathbf {w} )\mapsto e^{2\pi i\mathbf {v} \cdot \mathbf {w} }}使得{\displaystyle e^{-\pi x^{2}}}自对偶。这傅里叶变换的第二个定义的优点在于，它将乘法单位元映射为卷积单位元，由于{\displaystyle L^{1}}是卷积代数，这一点非常有用。另外，此形式在{\displaystyle L^{2}}空间上也必等距。

### 群代數
局部緊阿貝爾群{\displaystyle G}上的可積函數構成一個代數，其乘法是卷積：設{\displaystyle f,g\in L^{1}(G)}，則卷積定義為
{\displaystyle [f\star g](x)=\int _{G}f(x-y)g(y)\,d\mu (y)}
定理 — 巴拿赫空間{\displaystyle L^{1}(G)}在卷積下構成一個交換結合代數。
此代數稱作{\displaystyle G}的群代數。根據富比尼-托内利定理，卷积对{\displaystyle L^{1}}范数是次乘法，因此{\displaystyle L^{1}(G)}是個巴拿赫代数。巴拿赫代數{\displaystyle L^{1}(G)}一般沒有乘法單位元，除非{\displaystyle G}離散，即在单位元处为1、他处为0的函数。但它有個近似單位元，這是個網，以一有向集{\displaystyle I}為索引，寫作{\displaystyle (e_{i})_{i\in I}}並滿足{\displaystyle f\star e_{i}\rightarrow f}。
傅立葉變換將卷積映至逐點乘法，即它是（范数≤ 1的）阿贝尔巴拿赫代数的同态{\displaystyle L^{1}(G)\to C_{0}\left({\widehat {G}}\right)}：
{\displaystyle {\mathcal {F}}(f\star g)(\chi )={\mathcal {F}}(f)(\chi )\cdot {\mathcal {F}}(g)(\chi )}
特別是，{\displaystyle G}上的任意特徵χ，都可在群代數上确定唯一的積性線性泛函
{\displaystyle f\mapsto {\widehat {f}}(\chi )}
群代數的重要性質之一，在於這些線性泛函窮竭了群代數上所有非平凡（即：非恆零）的積性線性泛函。見文獻中Loomis著作的第34節。这意味着傅里叶变换是盖尔范德变换的特例。

## 普朗歇尔暨L2傅立葉反轉定理
如前所述，一個局部緊阿貝爾群{\displaystyle G}的對偶群依然是局部緊阿貝爾群，因而帶有一族哈爾測度，彼此至多差一個比例常數。
定理 — 择G上的哈尔测度{\displaystyle \mu }，并令{\displaystyle \nu }是{\displaystyle {\widehat {G}}}上的对偶测度（定义如上）。若{\displaystyle f:G\to \mathbb {C} }是具有紧支的连续函数，则{\displaystyle {\widehat {f}}\in L^{2}\left({\widehat {G}}\right)}，且
{\displaystyle \int _{G}|f(x)|^{2}\ d\mu (x)=\int _{\widehat {G}}\left|{\widehat {f}}(\chi )\right|^{2}\ d\nu (\chi ).}
特别地，傅里叶变换是G上有紧支的复值连续函数到{\displaystyle {\widehat {G}}}上的{\displaystyle L^{2}}-函数的{\displaystyle L^{2}}等距映射（对G上的函数使用关于{\displaystyle \mu }的{\displaystyle L^{2}}-范数，对{\displaystyle {\widehat {G}}}上的函数使用关于{\displaystyle \nu }的{\displaystyle L^{2}}-范数。
由于G上紧支的复值连续函数是{\displaystyle L^{2}}-稠密的，因此从该空间到幺正算符的傅里叶变换有唯一的扩展
{\displaystyle {\mathcal {F}}:L_{\mu }^{2}(G)\to L_{\nu }^{2}\left({\widehat {G}}\right).}
且有
{\displaystyle \forall f\in L^{2}(G):\quad \int _{G}|f(x)|^{2}\ d\mu (x)=\int _{\widehat {G}}\left|{\widehat {f}}(\chi )\right|^{2}\ d\nu (\chi ).}
注意，若{\displaystyle G}非緊，{\displaystyle L^{1}(G)}並不包含{\displaystyle L^{2}(G)}，所以G上一般{\displaystyle L^{2}}-函数的傅里叶变换不由任何积分公式（或任何明确公式）给出。要定义{\displaystyle L^{2}}-函数的傅里叶变换，就須訴諸一些技巧，例如限制於一個稠密子空間，如具有紧支的连续函数，然后通过连续性将等距性扩展到整个空间。
依循Loomis書中術語，我們稱一對{\displaystyle G}與其對偶群上的哈爾測度{\displaystyle (\mu ,\nu )}是相繫的，若且唯若傅立葉反轉公式成立。傅立葉變換之么正性遂蘊含：對所有{\displaystyle G}上的連續緊支集複數值函數{\displaystyle f}都有
{\displaystyle \int _{G}|f(x)|^{2}\ d\mu (x)=\int _{\widehat {G}}|{\widehat {f}}(\chi )|^{2}\ d\nu (\chi )}
在平方可積函數空間上，我們考慮的傅立葉變換是透過上述么正延拓得到的算子。對偶群本身也有個傅立葉逆變換；它可以刻劃為{\displaystyle L^{2}}傅立葉變換之逆（或其伴隨算子，因為傅立葉變換是么正的），這是以下傅立葉反轉公式的內涵。
定理 — 限制于具有紧支的连续函数的傅里叶变换的伴随是反傅里叶变换
{\displaystyle L_{\nu }^{2}\left({\widehat {G}}\right)\to L_{\mu }^{2}(G)}
其中{\displaystyle \nu }是{\displaystyle \mu }.的对偶测度。
- 在{\displaystyle G=\mathbb {T} }的情形，对偶群{\displaystyle {\widehat {G}}}自然同构于整数群{\displaystyle \mathbb {Z} }，傅里叶变换专门用于计算周期函数的傅里叶级数系数。
- 在{\displaystyle G=\mathbb {R} ^{n}}的情形，我們有{\displaystyle {\hat {G}}=\mathbb {R} ^{n}}，若取下述相繫的哈爾測度，則回到傅立葉變換的古典定義：

{\displaystyle \mu =(2\pi )^{-n/2}\times }（勒貝格測度）
{\displaystyle \nu =(2\pi )^{-n/2}\times }（勒貝格測度）
- 在{\displaystyle G=\mathbb {T} }的情形，對偶群{\displaystyle {\hat {G}}}自然同構於{\displaystyle \mathbb {Z} }，而上述算子{\displaystyle F}歸於計算周期函數的傅立葉係數。
- 若{\displaystyle G}為有限群，則得到離散傅立葉變換。此情形易直接證明。

## 玻爾緊化与概周期函数
龐特里亞金對偶定理的重要應用之一是下述关于紧阿贝尔拓扑群的刻劃：
定理 — 局部紧阿贝尔群G，当且仅当对偶群{\displaystyle {\widehat {G}}}离散时，G是紧的。反之，当且仅当{\displaystyle {\widehat {G}}}的紧的时，G是离散的。
G的紧的，意味着{\displaystyle {\widehat {G}}}是离散的或紧的，这是{\displaystyle {\widehat {G}}}上紧-开拓扑定义的一个基本结果，不需要庞特里亚金对偶性。我们可以利用庞特里亚金对偶性证明相反情形。
對任何拓撲群，無論局部緊或阿贝尔與否，皆可定義玻爾緊化。利用紧阿贝尔群和离散阿贝尔群之间的庞特里亚金对偶性，可描述任意阿贝尔局部紧拓扑群的玻尔紧化。G的玻尔紧化{\displaystyle B(G)}是{\displaystyle {\widehat {H}}}，其中H具有群结构{\displaystyle {\widehat {G}}}，但帶離散拓撲。由於下述包含映射
{\displaystyle \iota :H\to {\widehat {G}}}
是個連續同態，其對偶同態
{\displaystyle G\sim {\widehat {\widehat {G}}}\to {\widehat {H}}}			
是個映至一個緊群的同態；可以證明它滿足必要的泛性质，因而{\displaystyle {\hat {H}}}確為{\displaystyle G}的玻爾緊化。

## 範疇論觀點
函子的觀點對於研究對偶群是很有用的。以下將以LCA表示所有局部緊阿貝爾群及其間的連續群同態構成之範疇。
對偶群的構造{\displaystyle G\mapsto {\widehat {G}}}給出一個反变函子{\displaystyle \mathbf {LCA} \rightarrow \mathbf {LCA} }，（在可表函子的意义上）由圆群{\displaystyle \mathbb {T} }表为{\displaystyle {\widehat {G}}={\text{Hom}}(G,\mathbb {T} )}。其二次迭代{\displaystyle G\mapsto G^{\wedge \wedge }}遂給出协变函子{\displaystyle \mathbf {LCA} \rightarrow \mathbf {LCA} }。
庞特里亚金对偶性的一个范畴论表述是，LCA上的恒等函子与二阶对偶函子之间的自然变换同构。从自然变换的角度看，这意味着映射{\displaystyle G\to \operatorname {Hom} (\operatorname {Hom} (G,T),T)}对任何局部紧阿贝尔群G都是同构，且它们在G中是函子。此同構可以類比於有限維向量空間的二次對偶（特別是實與複向量空間）。
这种表述的直接结果是庞特里亚金对偶的另一种常见范畴论表述：对偶群函子是{\displaystyle \mathbf {LCA} \rightarrow \mathbf {LCA} ^{\text{op}}}的范畴等价。
龐特里亞金對偶性將離散群與緊群的子範疇交換。若{\displaystyle R}是一個環，而{\displaystyle G}是個左{\displaystyle R}-模，則对偶群{\displaystyle {\widehat {G}}}将成为右{\displaystyle R}-模。從對偶性可推知離散左{\displaystyle R}-模與緊右{\displaystyle R}-模對偶。LCA裡的自同態環{\displaystyle \mathrm {End} (G)}依對偶性對應至其反環（即：環的乘法次序交換）。舉例明之：取有限循环离散群{\displaystyle G=\mathbb {Z} }，則{\displaystyle {\widehat {G}}=\mathbb {T} }；前者滿足{\displaystyle \mathrm {End} (G)=\mathbb {Z} }，對後者亦然。

## 推广
庞特里亚金对偶的推广有两个主要方向：非局部紧的交换拓扑群，和非交换拓扑群。这两种情形的理论截然不同。

### 交换拓扑群的对偶
若G是豪斯多夫阿贝尔拓扑群，则具有紧-开拓扑的{\displaystyle {\widehat {G}}} 也是豪斯多夫阿贝尔拓扑群，G到二阶对偶{\displaystyle {\widehat {\widehat {G}}}}的自然映射有意义。若此映射是同构，就可以说G满足庞特里亚金对偶性（或称G是{\displaystyle G}反身群（reflexive group）或反射群（reflective group））。除了G为局部紧群的情形，这个问题还在很多方向上得到扩展。
Samuel Kaplan在1948年和1950年证明，局部紧（豪斯多夫）阿贝尔群的任意积和可数反极限满足庞特里亚金对偶性。注意，局部紧非紧空间的无限积不是局部紧的。
Rangachari Venkataraman (1975)证明，除其他事实外，满足庞特里亚金对偶性的阿贝尔拓扑群的每个开子群都满足庞特里亚金对偶性。
最近，Sergio Ardanza-Trevijano和María Jesús Chasco扩展了上述结果，证明只要满足一些额外条件，满足庞特里亚金对偶性的阿贝尔群序列的直极限和反极限也满足庞特里亚金对偶性，条件是群须可度量化，或是{\displaystyle k_{\omega }}-空间，但不必是局部紧的。
但若要考虑局部紧情形之外的庞特里亚金对偶性，就会有根本性的变化。Elena Martín-Peinador (1995)证明，若G是满足庞特里亚金对偶性的豪斯多夫拓扑群，且自然求值对
{\displaystyle {\begin{cases}G\times {\widehat {G}}\to \mathbb {T} \\(x,\chi )\mapsto \chi (x)\end{cases}}}
（联合）连续，则G是局部紧的。有推论，庞特里亚金对偶性的所有非局部紧例子都是配对{\displaystyle G\times {\widehat {G}}\to \mathbb {T} }不（联合）连续的群。
另一种将对偶性推广到其他类的交换拓扑群的方法是赋予对偶群{\displaystyle {\widehat {G}}}以一点不同的拓扑，即全有界集上的均匀收敛拓扑。在此假设下，满足等式{\displaystyle G\cong {\widehat {\widehat {G}}}}的群称作刻板群（stereotype groups）。这类群的范围很广（包含局部紧阿贝尔群），但比反射群要窄。

### 拓扑向量空间的庞特里亚金对偶性
Marianne F. Smith (1952)注意到，巴拿赫空间和自反空间被视作拓扑群（加法为群运算），且满足庞特里亚金对偶性。之后B. S. Brudovskiĭ、William C. Waterhouse及K. Brauner证明，这一结果可推广到所有准全桶型空间类（尤其是所有弗雷歇空间）。1990年代，Sergei Akbarov描述了一类拓扑向量空间。满足比经典庞特里亚金反射更强的性质，即等式
{\displaystyle (X^{\star })^{\star }\cong X} 
其中{\displaystyle X^{\star }}表示在X中被赋以全有界集上一致收敛拓扑的所有线性连续泛函{\displaystyle f\colon X\to \mathbb {C} }的空间（{\displaystyle (X^{\star })^{\star }}是相同意义上{\displaystyle X^{\star }}的对偶）。这类空间称作刻板空间（stereotype space），相应理论在泛函分析与几何中得到一系列应用，包括庞特里亚金对偶性在非交换拓扑群中的推广。

## 非交換理論
對非交換群{\displaystyle G}沒有類似的理論，因為此時對偶的對象{\displaystyle {\hat {G}}}={{\displaystyle G}的不可約表示之同構類}不只有一維表示，因此不構成一個群。同时，G的不可约酉表示集上如何引入惩罚也不清楚，甚至不清楚这个集合是否适合作为G的对偶对象。因此，这种情况下构造对偶性的问题需要彻底重新思考。
迄今建立的理论主要有两类：一类理论中，对偶对象与原对象具有相同性质（如庞特里亚金对偶理论），一类理论中，对偶对象与原对象存在根本差异，以至于无法将它们视作一类对象。第二类理论出现得更早：在庞特里亚金的研究后不久，淡中忠郎 (1938)和马克·克林 (1949)构建了任意紧群的对偶论，即现在所谓淡中-克林对偶性。此理论中，群G的对偶对象不是群，而是其表示的范畴{\displaystyle \Pi (G)}。但它缺乏與調和分析的聯繫，因而無法處理關於{\displaystyle {\hat {G}}}上的普朗歇尔測度的問題。

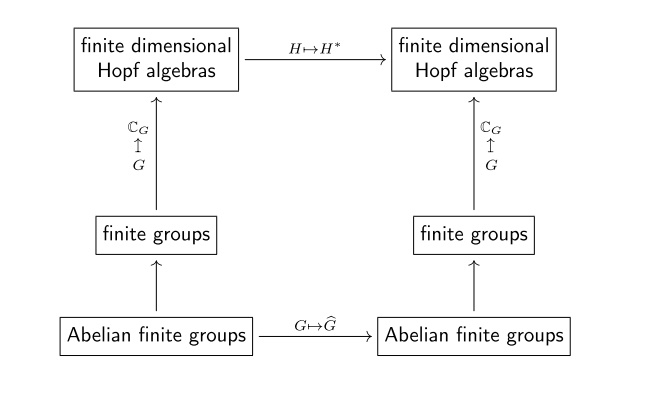
有限群的对偶

第一类理论是后来出现的，它们的主要例子是有限群的对偶论。其中，有限群范畴通过（在{\displaystyle \mathbb {C} }上）取群代数{\displaystyle \mathbb {C} _{G}}的运算{\displaystyle G\mapsto \mathbb {C} _{G}}嵌入到有限维霍普夫代数范畴中，这样庞特里亚金对偶函子{\displaystyle G\mapsto {\widehat {G}}}就变为取对偶向量空间的运算{\displaystyle H\mapsto H^{*}}（这是有限维霍普夫代数范畴中的对偶函子）。
1973年，Leonid I. Vainerman、George I. Kac、Michel Enock、Jean-Marie Schwartz为所有局部紧群构造了这种类型的一般理论。1980年代起，量子群的发现使这一领域的研究复兴了，构建的理论开始得到积极的移植。这些理论的用C*-代数或冯诺依曼代数的语言描述的，其变体之一是最近的局部紧量子群理论。
这些一般理论的一个缺点是，推广群概念的对象不是通常代数意义上的霍普夫代数。这一缺陷可在拓扑代数的包络为基础的对偶理论框架内得到纠正（仅对一部分类别的群）。

## 源流
龐特里亞金在1934年為局部緊阿貝爾群及其對偶性的理論奠下基礎。他的進路須假定群是第二可數的，並且是緊群或離散群。此條件先後由E.R. van Kampen（1935年）與安德魯·韋伊（1953年）改進為局部緊阿貝爾群。

## 文獻
下列書籍（可在大部分大學圖書館找到）都有局部緊阿貝爾群、對偶定理與傅立葉變換的相關章節。Dixmier的著作有非交換調和分析的材料，也有英譯本。
- Jacques Dixmier, Les C*-algèbres et leurs Représentations, Gauthier-Villars,1969.
- Lynn H. Loomis, An Introduction to Abstract Harmonic Analysis, D. van Nostrand Co, 1953
- Walter Rudin, Fourier Analysis on Groups, 1962
- Hans Reiter, Classical Harmonic Analysis and Locally Compact Groups, 1968（2nd ed produced by Jan D. Stegeman, 2000）。
- Hewitt and Ross, Abstract Harmonic Analysis, vol 1, 1963.

## 脚注
1. ↑  Hewitt & Ross 1963，(24.2)
2. ↑  Morris 1977，Chapter 4
3. ↑  Roeder 1974
4. ↑  Onishchik 1984
5. 1 2 3  Akbarov & Shavgulidze 2003
6. ↑  Chasco, Dikranjan & Martín-Peinador 2012
7. ↑  Kaplan 1948
8. ↑  Kaplan 1950
9. ↑  Venkataraman 1975
10. ↑  Ardanza-Trevijano & Chasco 2005
11. ↑  Martín-Peinador 1995
12. ↑  Smith 1952
13. ↑  Brudovskiĭ 1967
14. ↑  Waterhouse 1968
15. ↑  Brauner 1973
16. ↑  Akbarov 2003
17. ↑  Hewitt & Ross 1970
18. ↑  Kirillov 1976
19. ↑  Kirillov 1976，12.3
20. 1 2 3  Akbarov 2009
21. ↑  Enock & Schwartz 1992
22. 1 2  Timmermann 2008
23. ↑  Kustermans & Vaes 2000
24. ↑  Akbarov 2009, 2017a, 2017b